# Зеленциці (Лодзинське воєводство)
Зеленциці (пол. Zielęcice) — село в Польщі, у гміні Ласьк Ласького повіту Лодзинського воєводства.
Населення — 99 осіб (2011).
У 1975-1998 роках село належало до Серадзького воєводства.

## Демографія
Демографічна структура станом на 31 березня 2011 року:
|          | Загалом | Допрацездатний вік | Працездатний вік | Постпрацездатний вік |
| -------- | ------- | ------------------ | ---------------- | -------------------- |
| Чоловіки | 54      | 8                  | 41               | 5                    |
| Жінки    | 45      | 8                  | 19               | 18                   |
| Разом    | 99      | 16                 | 60               | 23                   |